# Paralamprops orbicularis
Paralamprops orbicularis är en kräftdjursart som först beskrevs av William Thomas Calman 1905.  Paralamprops orbicularis ingår i släktet Paralamprops och familjen Lampropidae. Inga underarter finns listade i Catalogue of Life.